# 謝龍文
谢龙文，广东琼山县下东岸人，明朝政治人物，同进士出身。
崇祯元年（1628年），登戊辰科进士，授江西丰城知县。